# Miner riberenc alablanc
El miner riberenc alablanc (Cinclodes atacamensis) és una espècie d'ocell de la família dels furnàrids (Furnariidae) que viu a les zones rocoses de la puna, als Andes, des del centre del Perú i centre i sud de Bolívia cap al sud fins al centre de Xile i nord-oest de l'Argentina.